# الکترود صفحه‌ای

نمودار برش‌خورده یک لامپ خلاء تریود، نشان دهنده صفحه (آند)

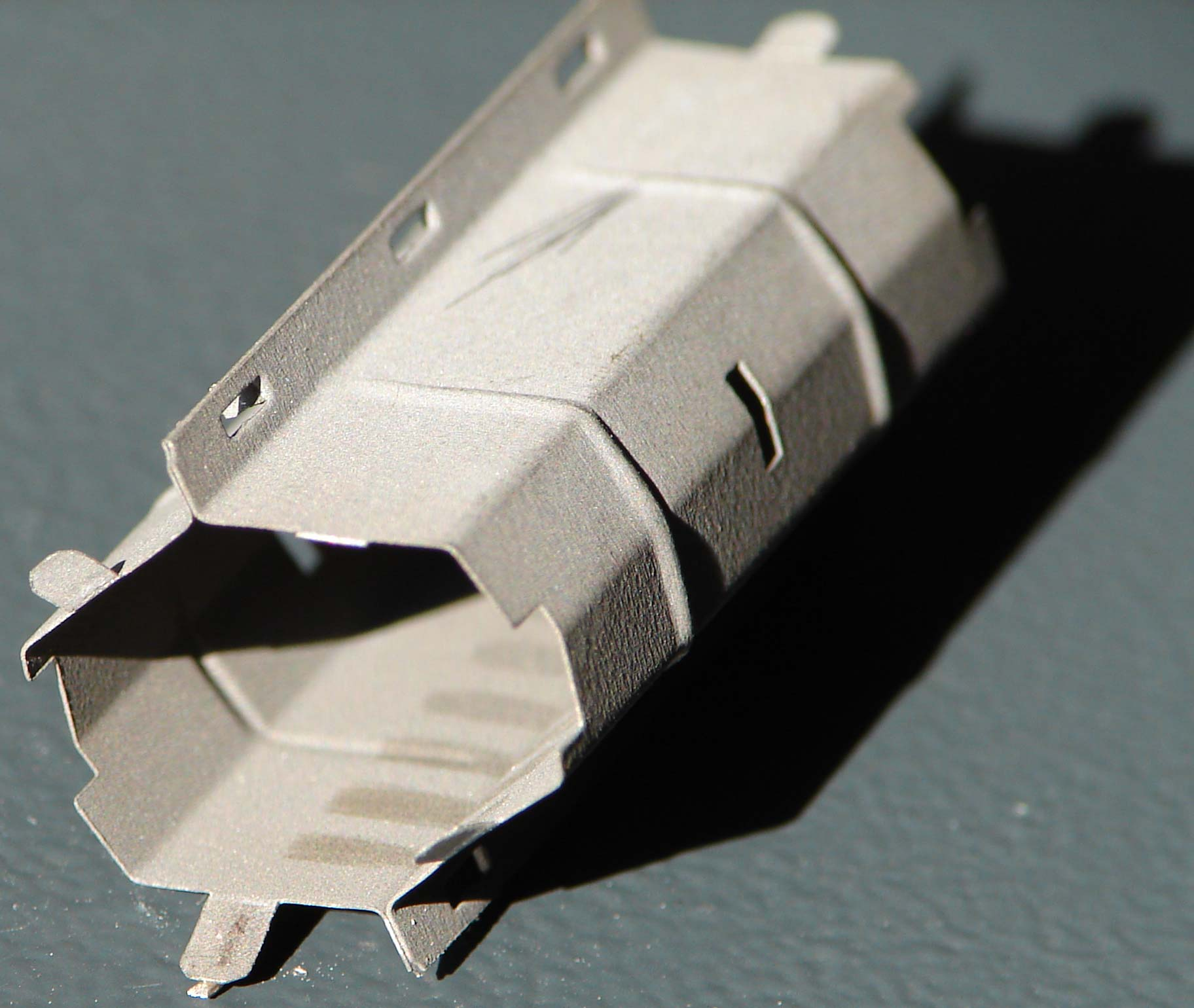
صفحه ای از یک لامپ پنتود EL84 که به‌طور گسترده در تقویت‌کننده‌های صوتی در رادیوها و تلویزیون‌های دهه ۱۹۶۰ استفاده می‌شد و هنوز هم در تقویت‌کننده‌های گیتار استفاده می‌شود.

نماد طرح‌واره مورد استفاده در نمودار مداری برای لامپ خلاء، صفحه نمایش می‌دهد

صفحه (به انگلیسی: plate)، که معمولاً در بریتانیا آنُد نامیده می‌شود، نوعی الکترود است که بخشی از یک لامپ خلاء را تشکیل می‌دهد. معمولاً از ورق فلزی ساخته می‌شود که به سیمی متصل می‌شود که از طریق پوشش شیشه‌ای لامپ به پایانه‌ای در پایه لامپ می‌رود و در آنجا به مدار خارجی متصل می‌شود. به صفحه یک پتانسیل مثبت داده می‌شود و وظیفه آن جذب و گرفتن الکترون‌های گسیلیده (به انگلیسی: emitted) از کاتد است. اگرچه گاهی یک صفحه تخت است، اما اغلب به شکل یک استوانه یا جعبه با انتهای باز صاف است که الکترودهای دیگر را فراگرفته است.

## ساختار
صفحه باید پس از شتاب گرفتن توسط ولتاژ بین صفحه و کاتد، گرمای ایجاد شده در هنگام برخورد الکترون‌ها با سرعت بالا به آن را دفع کند. بیشتر توان هرز مورد استفاده در یک لامپ خلاء به صورت گرما توسط صفحه دفع می‌شود. در لامپ‌های کم توان معمولاً یک پوشش سیاه رنگ داده می‌شود و اغلب دارای «باله‌هایی» برای کمک به تابش گرما است. در لامپ‌های خلاء قدرت که در فرستنده‌های رادیویی استفاده می‌شود، اغلب از فلز دیرگداز مانند مولیبدن ساخته می‌شود. و بخشی از یک گرماگیر بزرگ است که از طریق پوشش شیشه ای یا لوله سرامیکی بیرون می‌زند و توسط خنک‌کننده تابشی، هوای واداشته یا آب خنک می‌شود.